# Sueng

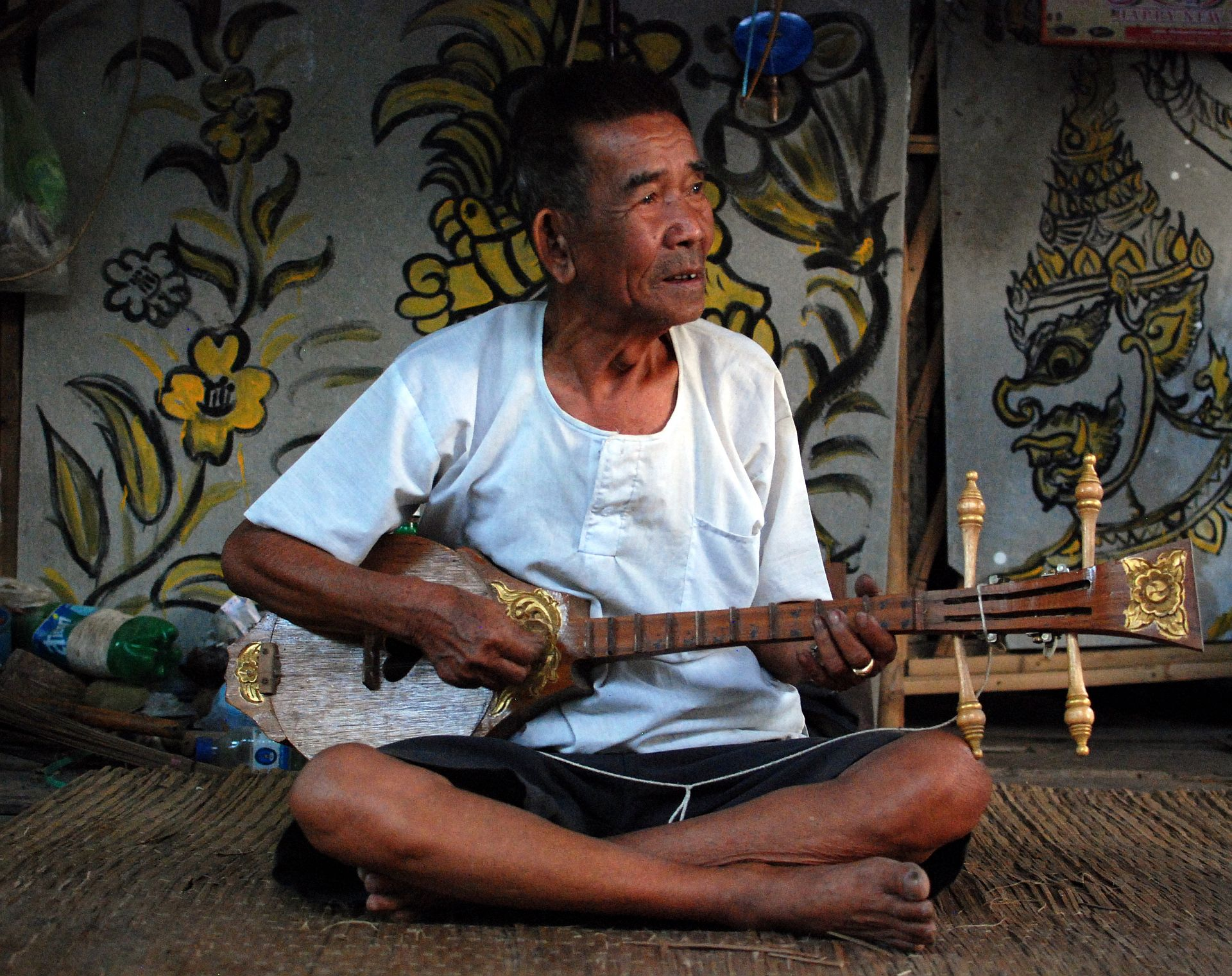
Viersaitige sueng

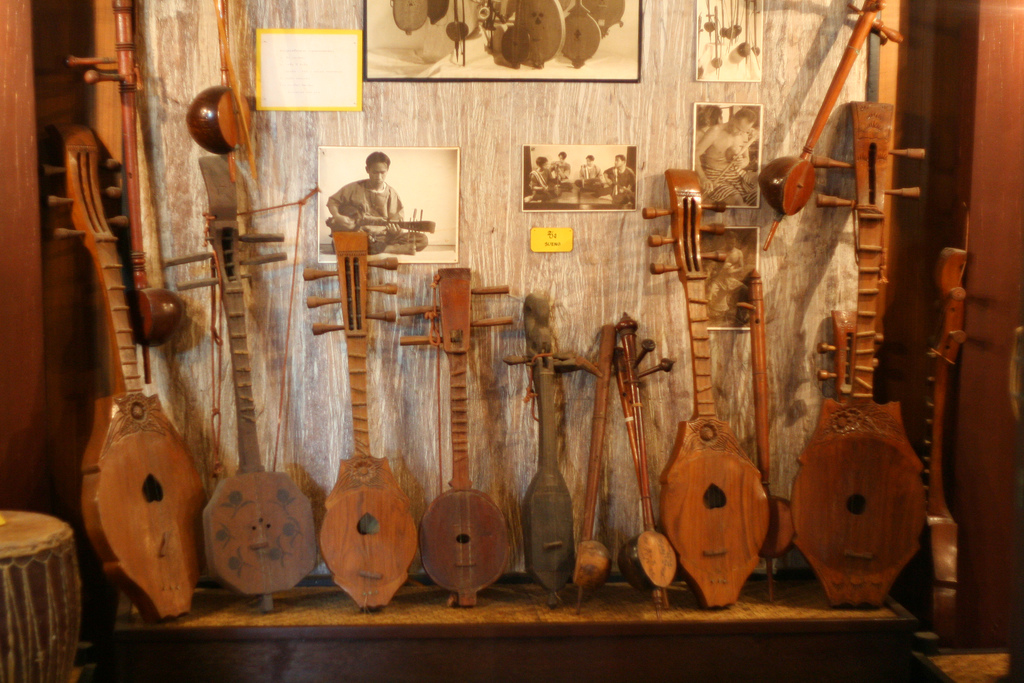
Verschiedene sueng (einige mit vier, andere mit sechs Saiten) in einem kleinen Museum für Musikinstrumente in Chiang Mai, Nordthailand. Außerdem zu sehen: einige salo (dreisaitige Spießgeige) und eine Trommel.

Sueng, auch süng (thailändisch ซึง), ist eine gezupfte Langhalslaute in Nordthailand.
Der Resonanzkörper wird aus Teakholz oder anderem Hartholz hergestellt. Der Klang entsteht durch das Zupfen der beiden Metallsaiten mit einem Plektrum, das aus tierischem Knochen oder Horn besteht. Das Griffbrett besitzt neun Bünde aus Bambus.
Die sueng ist mit der Langhalslaute phin im Nordosten Thailands und in Laos sowie mit der größeren thailändischen krajappi und ihrer kambodschanischen Entsprechung chapey dang veng verwandt.
Die sueng wird typischerweise als Soloinstrument eingesetzt, doch sind gelegentlich auch Sueng-Ensembles zu hören. In der Vergangenheit wurde die sueng als Begleitinstrument zum Gesang junger Männer verwendet, während sie auf der Suche nach Mädchen waren. Heute bildet die sueng eine Begleitung bei Festlichkeiten, wie Loi Krathong, und bei Ritualen, wie Bai Sai und Begräbnissen.